# Winthemia marginalis
Winthemia marginalis là một loài ruồi trong họ Tachinidae.